# Costa Rica en los Juegos Paralímpicos de Barcelona 1992
Costa Rica estuvo representada en los Juegos Paralímpicos de Barcelona 1992 por dos deportistas masculinos que compitieron en atletismo adaptado. El equipo paralímpico costarricense no obtuvo ninguna medalla en estos Juegos.